# 弗卢肖
弗卢肖（義大利語：Flussio），是意大利奥里斯塔诺省的一个市镇。总面积6.92平方公里，人口460人，人口密度66.5人/平方公里（2009年）。ISTAT代码为095080。